# Araneus diadematus

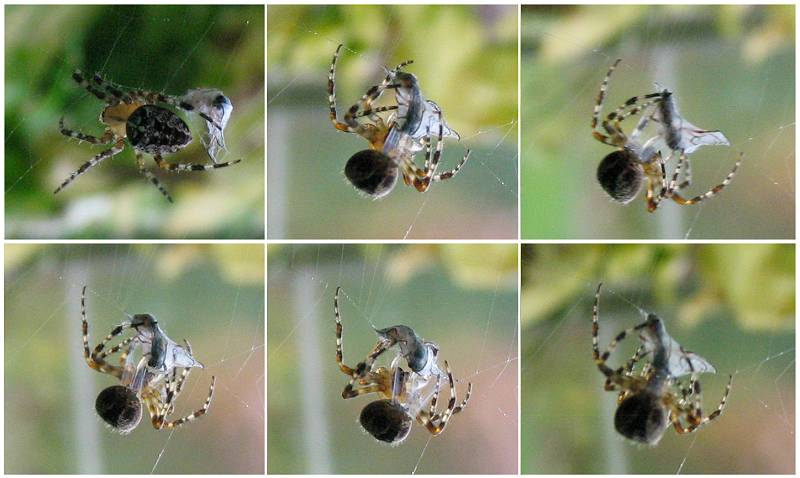
Captura d'una presa

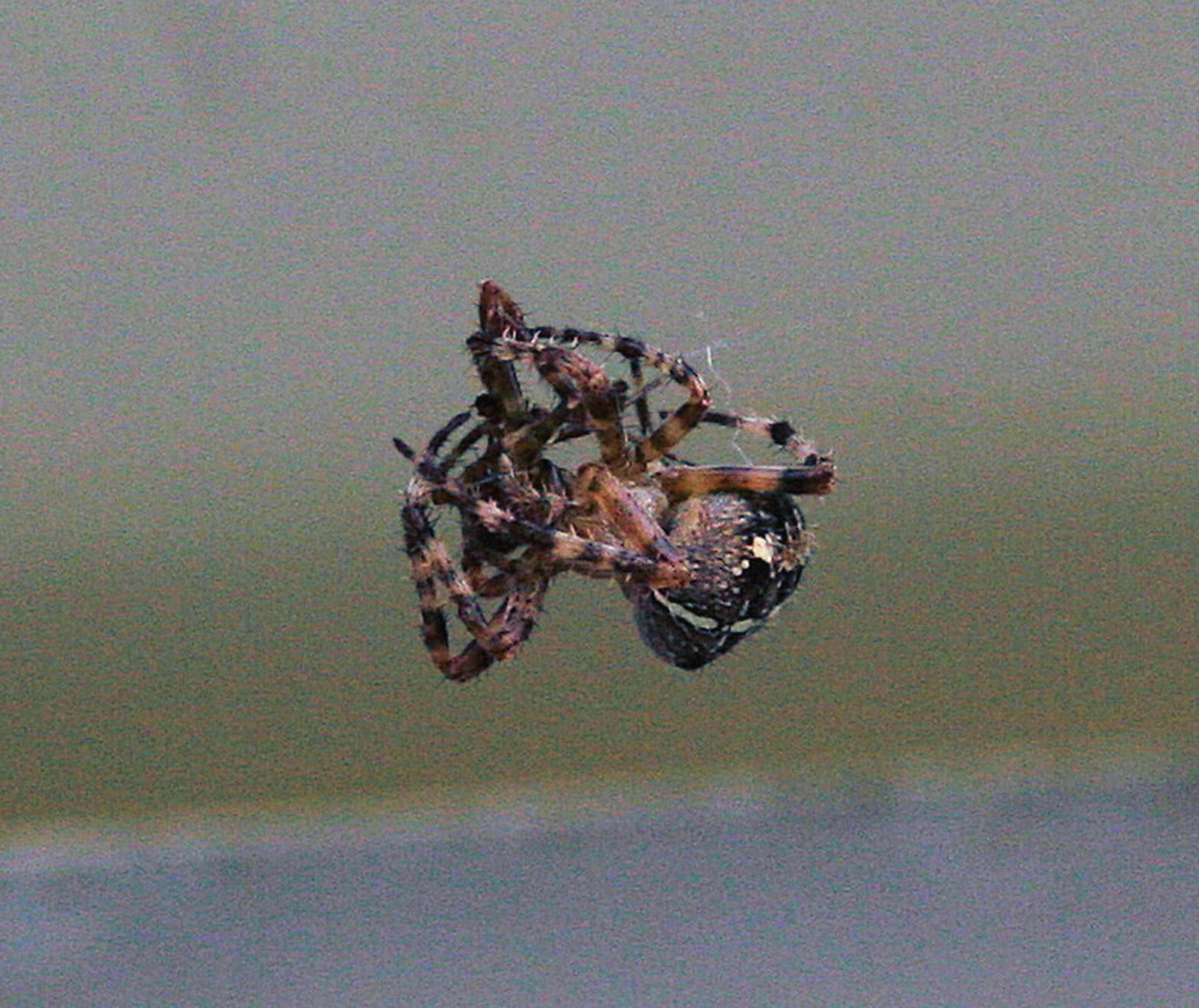
Aparellament

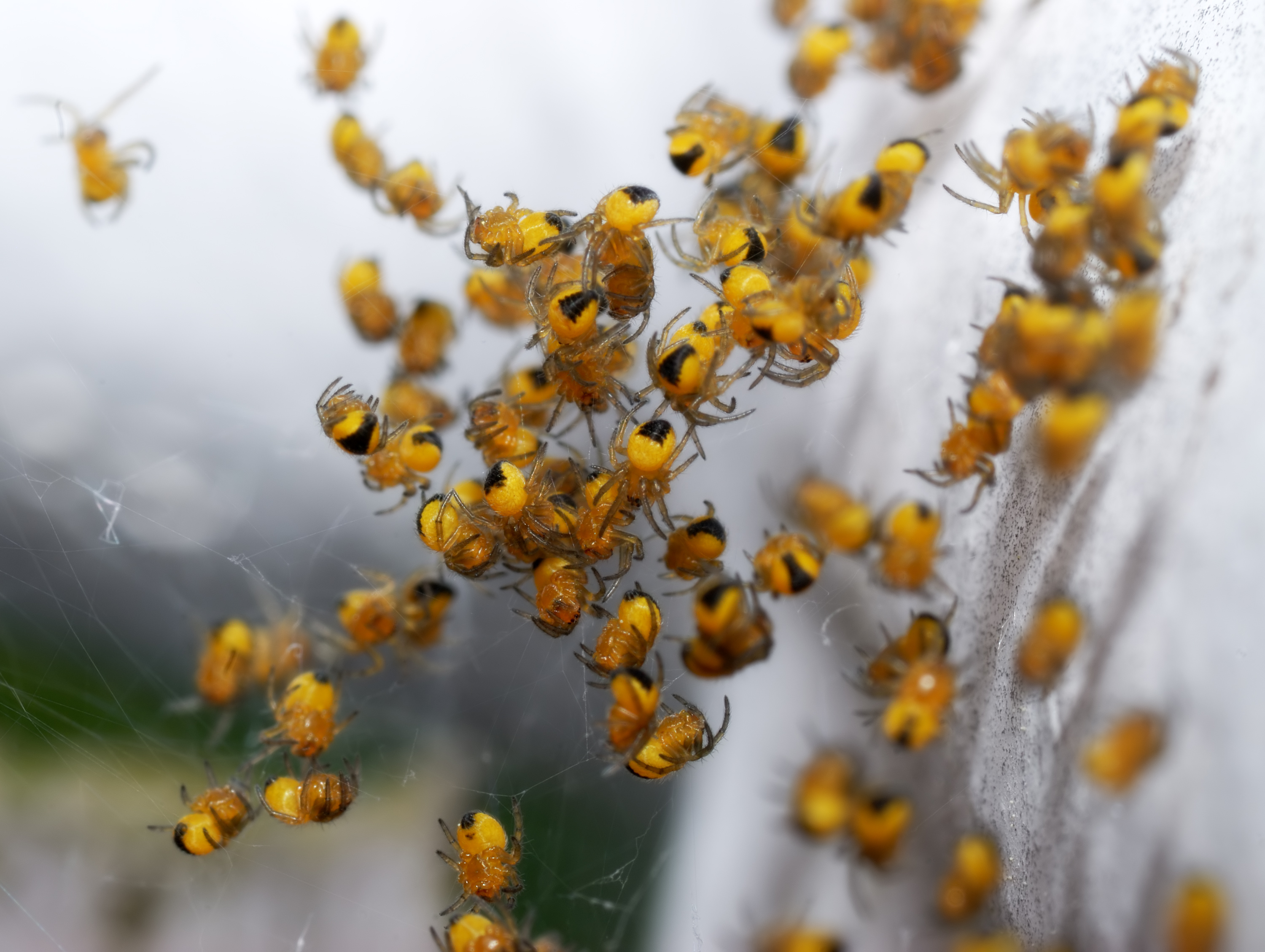
Exemplars immadurs d'1 mm de llargària

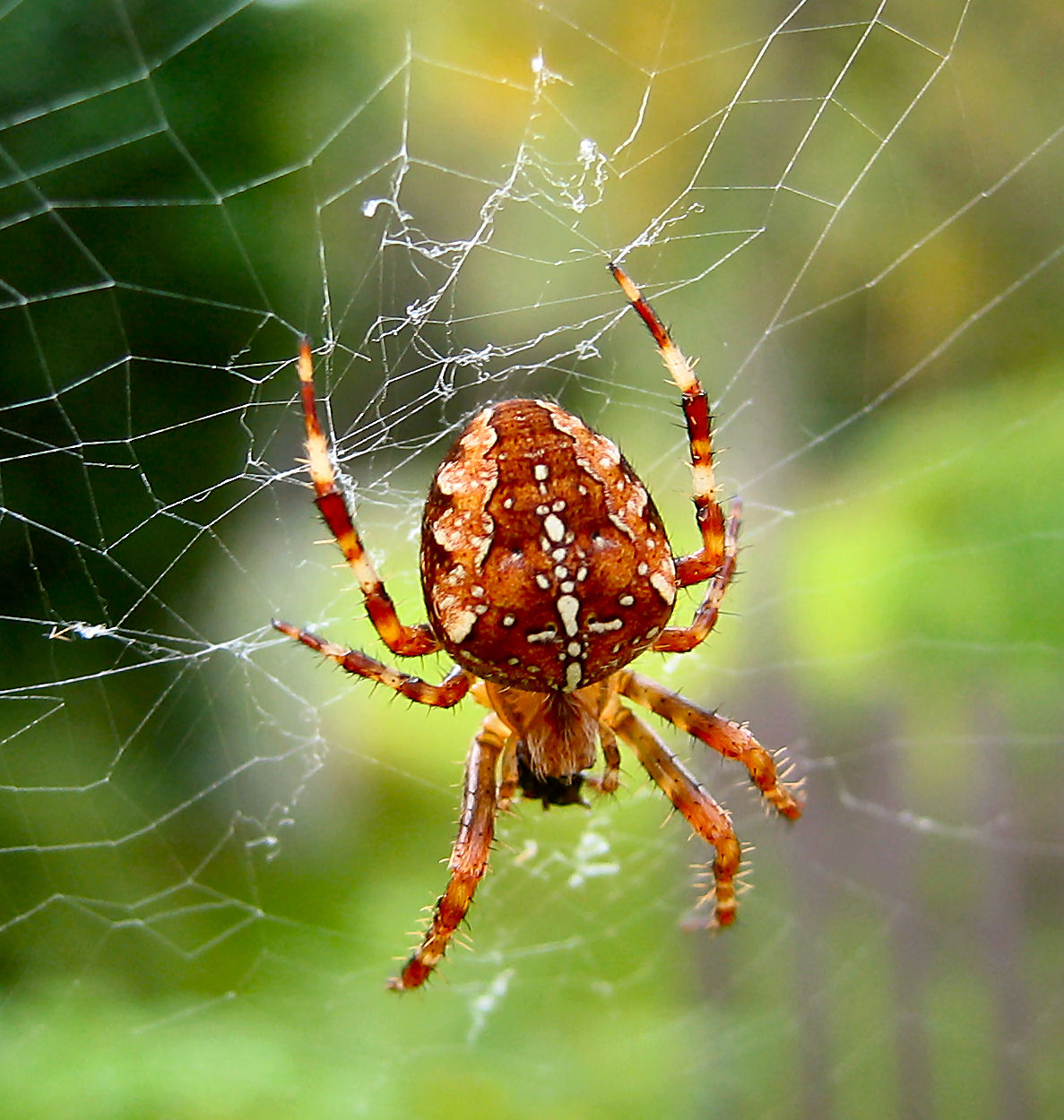
Vista superior

Araneus diadematus és una espècie d'aranya de la família dels aranèids.

## Descripció
- La seua coloració és variable i va des del groc pàl·lid al marró negrós,[4] amb marques clares a l'abdomen que, sovint, prenen la forma d'una creu.[5] Les cries acabades de néixer tenen l'abdomen de color groc amb una taca fosca.[5]
- Les femelles són més grosses que els mascles:[4] 10-13 mm de longitud contra 4-8, respectivament.[4]
- 4 parells de potes:[6] el parell primer és llarg i és emprat per detectar vibracions a la teranyina.[7] Davant de les potes utilitzades per a caminar hi ha també un parell de palps (semblants a potes), el qual és utilitzat per a l'emmagatzematge d'esperma en els mascles i inserir-lo en el cos de la femella per a la transferència d'aquell fluid orgànic.[8]
- A l'extrem de l'abdomen hi ha tres parells de glàndules que secreten seda.[7]

## Subespècies
- Araneus diadematus islandicus (Strand, 1906)
- Araneus diadematus nemorosus (Simon, 1929)
- Araneus diadematus soror (Simon, 1874)
- Araneus diadematus stellatus (C. L. Koch, 1836)[9]

## Reproducció
Els mascles s'acosten a les femelles amb precaució per tal d'evitar ésser menjats. Durant la copulació, els mascles abracen l'abdomen de la femella i l'esperma es transfereix mitjançant la inserció d'un dels palps del mascle. El mascle se'n va després de la copulació i la femella roman diversos dies a la seua teranyina. Passat un temps, ella comença a teixir un sac d'ous o capoll per a protegir els ous. A continuació, la femella es queda a prop del capoll durant un cert nombre de dies abans de morir. Les aranyes joves emergeixen del capoll a la primavera., s'agrupen densament fins després de llur primera muda i es dispersen transportades pel vent en un fil de seda.

## Hàbitat
Viu en una gran varietat d'hàbitats, incloent-hi jardins, prats, clarianes de boscos i bardisses.

## Distribució geogràfica
Es troba a l'Europa del Nord (incloent-hi la Gran Bretanya) i fou introduïda a Nord-amèrica (des de Nova Anglaterra i zones adjacents del Canadà fins a Washington, Oregon i la Colúmbia Britànica). A Catalunya es troba una espècia molt similar que es diu Araneus pallida.

## Biologia
Teixeix una teranyina de gran complexitat, la qual mesura fins a 40 cm de diàmetre i és emprada per a capturar insectes. Els individus d'aquesta espècie passen força temps al seu centre i detecten les vibracions de les seues preses a través de la seda mitjançant llurs potes. Abans de consumir-les, les embolica en seda. Quan se sent amenaçada, ràpidament sacseja la teranyina i a si mateixa i pot caure a terra sobre un fil de seda. La teranyina pot ésser reconstruïda cada dia (la teranyina vella és consumida per l'aranya, de manera que les proteïnes usades en la seua construcció són reutilitzades). La teranyina, normalment, té entre 25 i 30 fils radials, els quals formen angles regulars de 12 a 15 graus. Les teranyines dels exemplars immadurs, sovint, tenen força més radis que les dels adults.